# Thymus thracicus
Thymus thracicus är en kransblommig växtart som beskrevs av Josef Velenovský. Thymus thracicus ingår i släktet timjan, och familjen kransblommiga växter. Inga underarter finns listade i Catalogue of Life.